# Andreas Kolberg

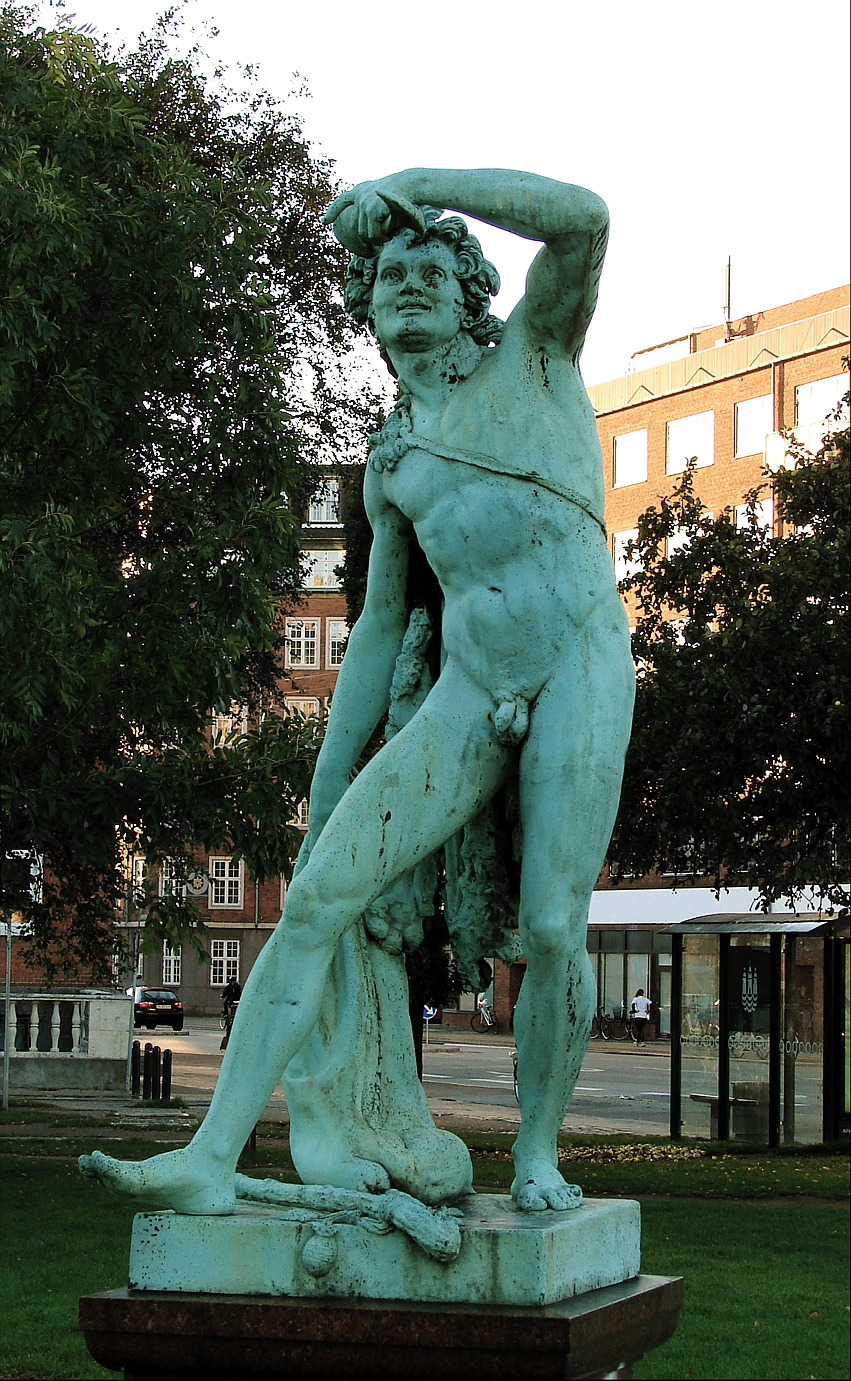
"En drucken faun", uppställd vid Sjöarna i Köpenhamn.

Andreas Johnsen Kolberg, född den 25 november 1817 i Köpenhamn, död där den 10 augusti 1869, var en dansk bildhuggare.
Kolberg fick sin utbildning på akademien och under Freund. Han vann den stora guldmedaljen för reliefen "Odysseus ger sig till känna för Eurykleia" och studerade därefter fem år i Rom, där han även senare vistades flera gånger. Till Kolbergs bästa arbeten hör "En drucken faun" och ett par byster. Han var en talangfull konstnär, men anses ha haft Fredrik VII, till vilken han hade ett nära personligt förhållande, att tacka för den medgång, som under en del av hans liv följde honom. Kolberg är representerad vid Nationalmuseum i Stockholm med en byst av Hans Christian Andersen.